# Erlenbach (Schlichem)
Der Erlenbach ist ein rechter Zufluss der Schlichem im Stadtgebiet von Rosenfeld im baden-württembergischen Zollernalbkreis. Er ist weniger als vier Kilometer lang und läuft in gut fünf Kilometern Abstand vor dem Albtrauf anfangs west-, später südwestwärts.

## Geographie

### Verlauf
Der Erlenbach entspringt im Gewann Oberer See beim Seehof, der zum Rosenfelder Stadtteil Isingen gehört. Von der Quelle an fließt er westwärts, passiert den Weiherhof und den Erlenbachhof und unterquert die Kreisstraße 7131. Dann wendet sich sein Lauf in Richtung Südwesten. Er fließt am Gehöft Amselreute vorbei, unterquert die Landesstraße 435 und mündet etwa auf halber Strecke zwischen der Michelesmühle und der Berstnecker Mühle von rechts und Nordosten in die mittlere Schlichem.
Der 3,6 km lange Erlenbach mündet etwa 70 Höhenmeter unterhalb seiner Quelle und hat damit ein mittleres Sohlgefälle von ca. 19 ‰.

### Einzugsgebiet
Das Einzugsgebiet ist ca. 6,5 km² groß. Der höchste Punkt auf 688,2 m ü. NHN liegt im Süden auf dem Waldberg Withau auf der Gemarkung Leidringen. Es liegt naturräumlich gesehen im Südwestlichen Albvorland, fast zur Gänze im Unterraum Kleiner Heuberg und mit nur einem kleinen mündungsnahen Teil im Unterraum Keuperrandhügel des Kleinen Heubergs.
Das Gebiet jenseits der nördlichen Wasserscheide entwässern Sulzbach und Süßenbach zur oberen Stunzach. Im Osten liegt das Quellgebiet der oberen Äste des Talbachs, der über den Kaunterbach wie die Stunzach die Eyach speist. Im Südosten läuft wie der Erlenbach der Golterngraben etwas weiter aufwärts ebenfalls zur Schlichem.

### Zuflüsse
Der Erlenbach hat zwei namenlose Zuflüsse. Der erste, knapp einen Kilometer lange mündet östlich des Weiherhofs von links und Süden und entspringt im Gewann Heuberg auf Täbinger Gemarkung; er durchfließt bald nach der Quelle einen halbhektargroßen Teich. Der zweite mündet gegenüber der Amselreute von rechts und Nordwesten und entspringt südöstlich von Leidringen im Wiesental, er ist wenig über einen Kilometer lang.

## Naturschutz
Der Erlenbach gehört größtenteils zum FFH-Gebiet Neckartal zwischen Rottweil und Sulz und ist Lebensstätte der geschützten Groppe.